# Patronita
La patronita es un mineral de la clase de los minerales sulfuros. Fue descubierta en 1906 en la mina Ragra del distrito de Huayllay en la provincia de Pasco, en el departamento de Pasco (Perú), siendo nombrada así en honor de Antenor Rizo Patrón, ingeniero peruano descubridor del yacimiento. Un sinónimo poco usado es el de rizopatronita.

## Características químicas
Es un sulfuro simple de vanadio, anhidro.

## Formación y yacimientos
Aparece como el principal mineral mena de vanadio en el yacimiento en que fue encontrado, que a su vez es el yacimiento más rico del mundo de vanadio. Rellena los intersticios y poros de las rocas que contienen minerales del vanadio, los cuales aparecen en fisuras junto a la patronita.
Suele encontrarse asociado a otros minerales como: azufre nativo, bravoíta, pirita, minasragrita, stanleyita, dwornikita, cuarzo, lignito vanádico  o coque natural.

## Usos
Es extraído en las minas como la principal mena del vanadio.